# Tonique (musique)
Pour les articles homonymes, voir Tonique.

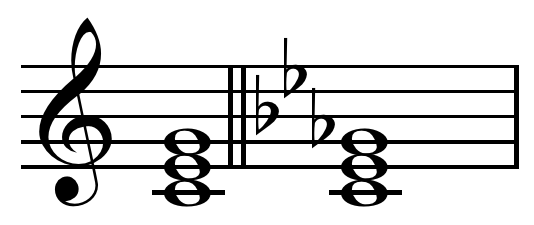
Exemple d'un extrait d'une musique tonale

Dans la musique tonale, la tonique est le premier degré d'une tonalité, et par conséquent des gammes majeures et mineures. Un accord construit sur ce Ier degré est appelé « accord de tonique » ; sa note fondamentale est une tonique.
En harmonie tonale, la tonique est la principale des trois fonctions tonales, avec la dominante et la sous-dominante.
Dans la musique modale médiévale, l'ancêtre de la tonique est appelé « finale ».

## Rôles
La tonique donne son nom à la tonalité qui lui est associée : la note do est la tonique de la « tonalité de do ».
Ce degré remplit la « fonction tonale de tonique ». Il est donc le degré le plus important d'une tonalité. La tonique et la dominante sont considérées comme deux pôles dont la force d'opposition/attraction constitue la « pierre angulaire de l'harmonie tonale ».
Les autres degrés d'une tonalité dépendent de la tonique et se définissent par rapport à elle. Ainsi, la tonique peut être considérée comme le centre de gravité d'une tonalité donnée, puisqu'on la trouve à la fin de la plupart des pièces musicales écrites durant la période allant du XVIe au XIXe siècle.
L'accord de tonique joue un rôle capital au sein du système tonal, notamment dans les cadences et les modulations.